# Kurzgesagt
Kurzgesagt est un studio d'animation allemand fondé par Philipp Dettmer en 2013.
L'entreprise gère principalement une chaîne YouTube en anglais, nommée Kurzgesagt — In a Nutshell, qui compte plus de 20 millions d'abonnés et publie en grande majorité des vidéos de vulgarisation scientifique autour de sujets tels que la biologie, la physique, la chimie, l'économie ou l'astronomie. Ces vidéos sont réalisées via des animations minimalistes dans un style flat design, et sont généralement d'une durée d'environ 10 minutes.
En outre, le studio produit également des animations pour d'autres organisations, en dehors de sa chaîne YouTube.

## Histoire

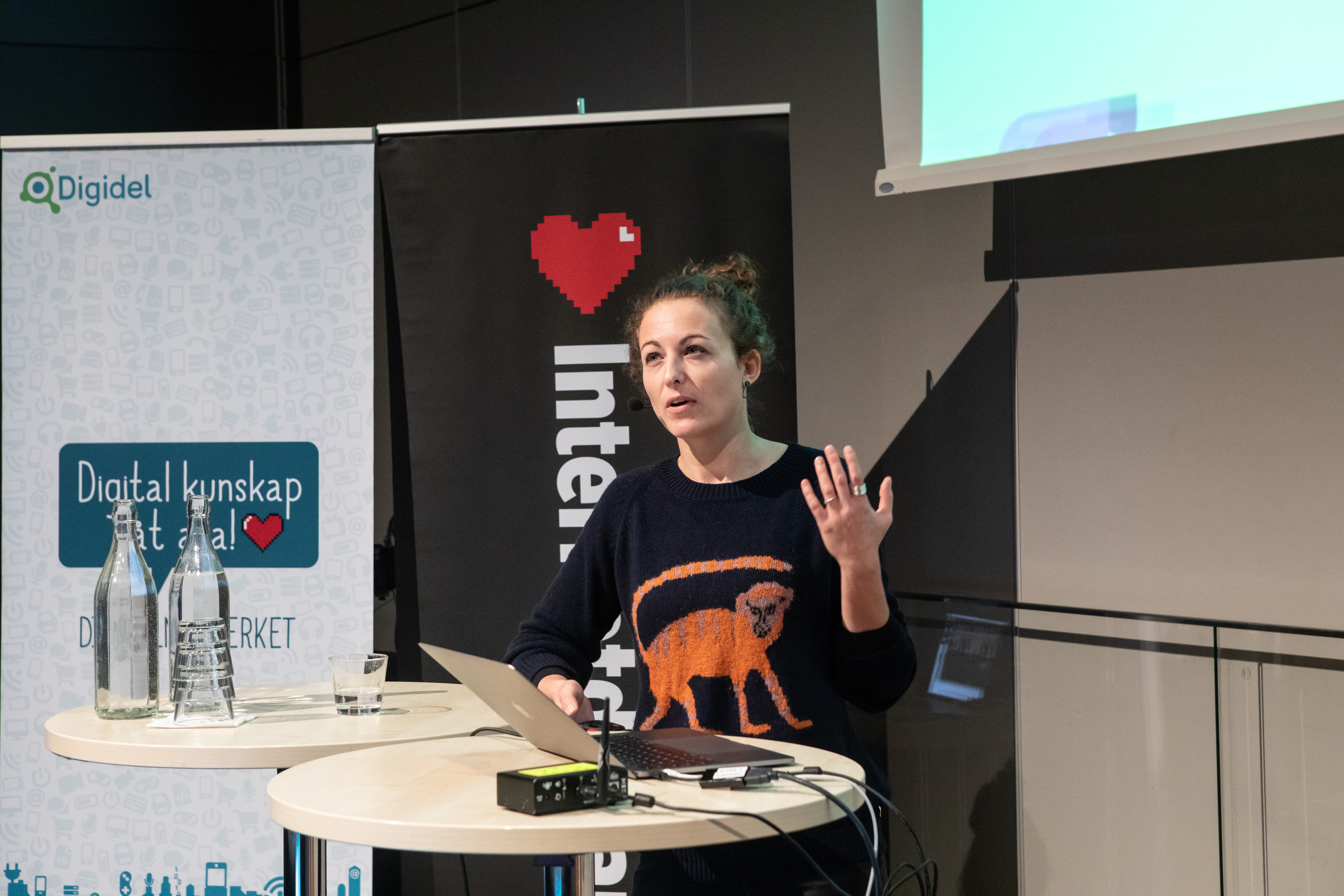
Patrizia Mosca, directrice de l'exploitation chez Kurzgesagt, lors d'une conférence à Stockholm en 2018.

La chaîne YouTube Kurzgesagt est créée le 9 juillet 2013 par Philipp Dettmer, peu après que celui-ci a terminé sa licence à l'université de sciences appliquées de Munich. Il y poste alors des premières vidéos, sur l'évolution, le système solaire et la fracturation hydraulique, qui rencontrent rapidement une importante audience pour leurs versions anglophones. La chaîne se développe et se professionnalise donc au fur et à mesure, en continuant principalement à produire des vidéos de vulgarisation scientifique. Depuis septembre 2017, une deuxième chaîne YouTube, en allemand, voit le jour. Elle consiste principalement en une adaptation des vidéos en anglais, et est financée par Funk,.
En novembre 2019, la chaîne anglophone dépasse les 10 millions d'abonnés et devient la première chaîne d'origine allemande à dépasser ce cap. Plus tard, en mars 2020, Kurzgesagt publie une vidéo sur le Covid-19, à propos des effets du SARS-CoV-2 sur le corps humain et de l'efficacité des différents moyens existants de régulation des épidémies. La vidéo cumulait plus de 17 millions de vues une semaine après sa sortie.
En juin 2020, le studio employait 35 personnes.

## Production
Le nom de la chaîne est dérivé de l'allemand « kurz-gesagt », qui peut se traduire en anglais par « in a nutshell », et en français par « en bref » ou « en résumé ». Celle-ci est financée conjointement par des dons et de la publicité : en effet, outre la monétisation de YouTube, Kurzgesagt reçoit des donations de la part de plus de 15 000 personnes tous les mois via la plateforme Patreon. Le studio a aussi reçu un soutien financier de la part de la fondation Bill-et-Melinda-Gates, et des partenariats ainsi qu'une boutique de produits dérivés constituent une partie de son modèle économique également.
Pour ce qui est des vidéos en elles-mêmes, elles durent en moyenne entre 5 et 15 minutes et vulgarisent des sujets généralement liés à la biologie, la chimie, la physique, la politique ou encore l'astronomie — tels que, par exemple, le paradoxe de Fermi, la solitude, l'énergie nucléaire, le Gulf Stream, l'Union européenne ou les bactériophages,,. Des commentaires de différents scientifiques sont demandés par les rédacteurs du contenu pour chaque script de vidéo, et, une fois relu et approuvé, le sujet est illustré et animé dans un style minimaliste afin de rendre les informations accessibles,. Le studio estime à 1 000 heures la durée de travail nécessaire pour produire 7 minutes de vidéo, ce qui revient à, en moyenne, 1 200 heures de travail par vidéo.
En dehors de ses différentes chaînes YouTube, l'entreprise produit également des animations éducatives pour des universités ou des ONG, ou encore pour d'autres entreprises — comme Audi, Google ou Microsoft,.